# 多核糖体

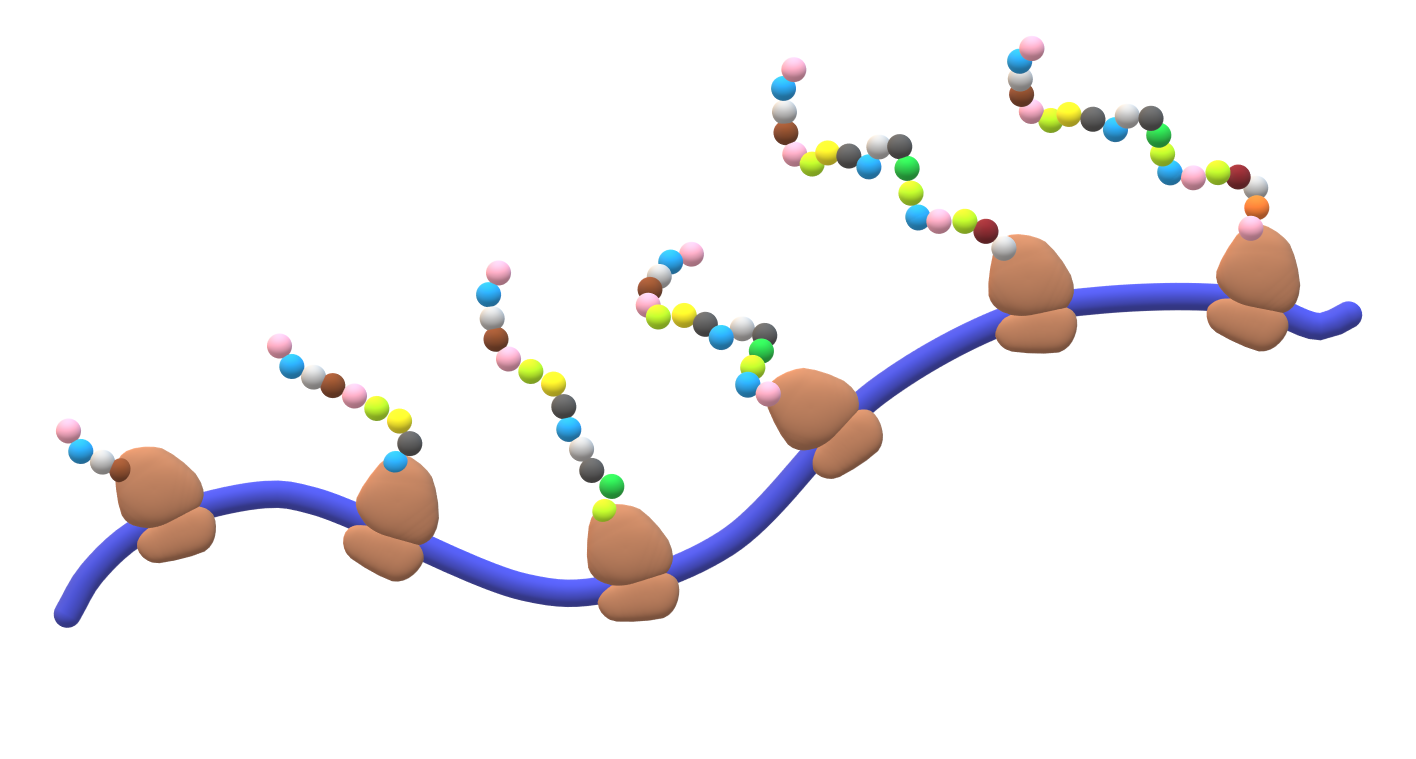
多核糖体示意圖，顯示單一mRNA分子有許多核糖体附著，同時各自進行轉譯。

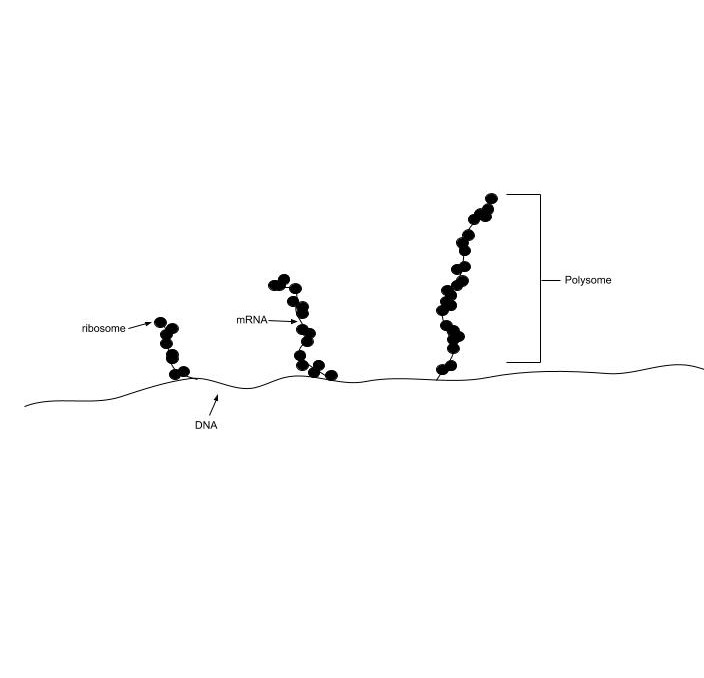
單一DNA分子同時有多處在進行轉錄與轉譯。

多核糖体（polyribosome，或簡稱為 polysome），又稱聚核糖體、多聚核糖體，是一束或一组核糖体。这些核糖体可以附着在mRNA上，同时进行轉譯，使得蛋白质的轉譯速度大大加快。
这一现象最早由 Jonathan Warner, Paul Knopf 和 亚历山大·里奇于1963年发现。